# Deidt
 (juillet 2025).
Motif : Insuffisamment de sources secondaires démontrant le notoriété requise pour un article Cf WP:CAA et WP:NPER
- Archive Wikiwix
- Bing
- Cairn
- DuckDuckGo
- E. Universalis
- Gallica
- Google
- G. Books
- G. News
- G. Scholar
- Persée
- Qwant
- (zh) Baidu
- (ru) Yandex
- (wd) trouver des œuvres sur Wikidata

| 1. | Préciser le motif de la pose du bandeau. | Précisez le motif de la pose du bandeau en utilisant la syntaxe suivante : {{admissibilité à vérifier\|date=juillet 2025\|motif=remplacez ce texte par le motif}}          |
| 2. | Informer les utilisateurs concernés.     | Pensez à avertir le créateur de l'article, par exemple, en insérant le code ci-dessous sur sa page de discussion : {{subst:avertissement admissibilité à vérifier\|Deidt}} |

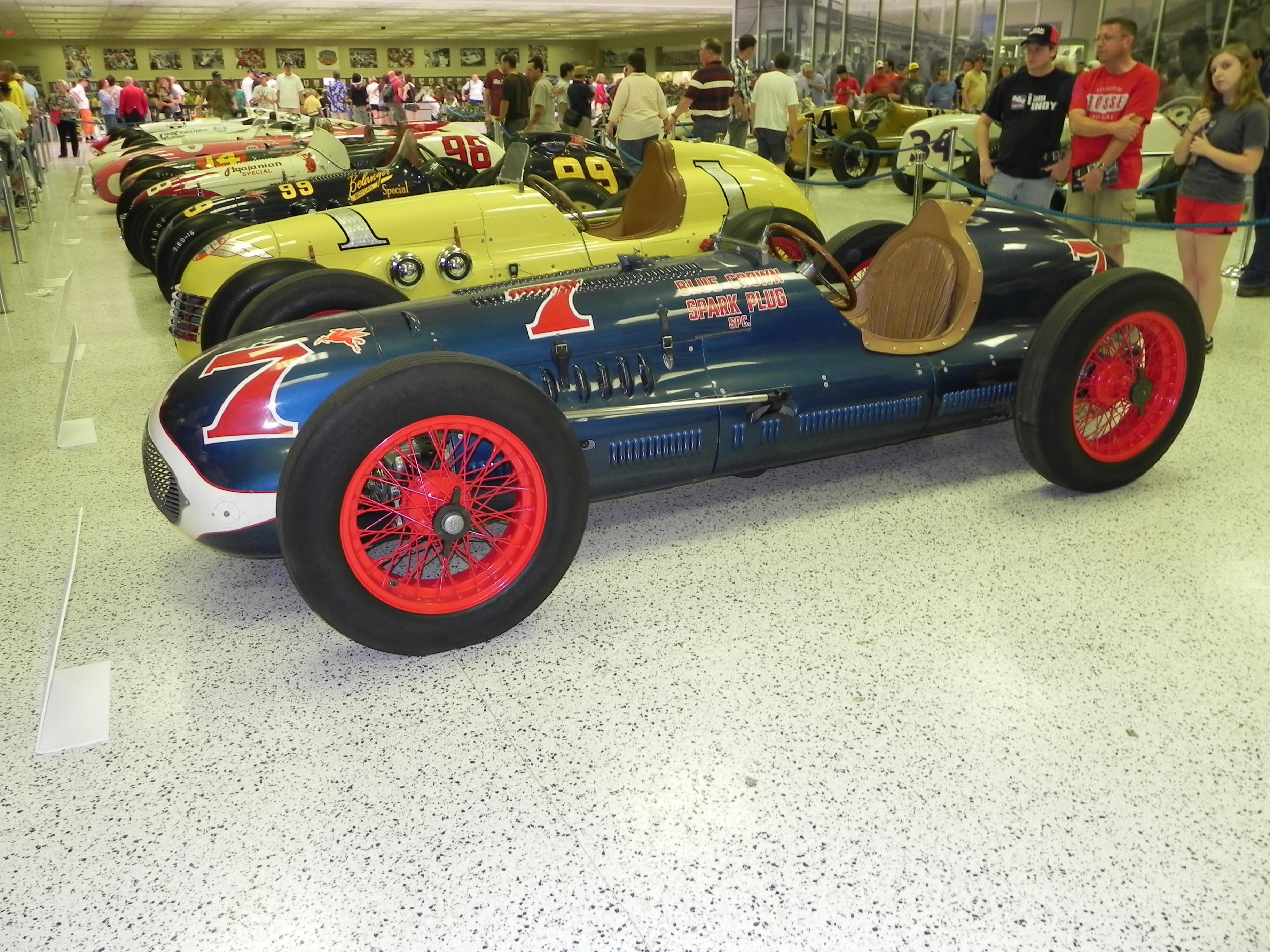
La Deidt de Bill Holland, victorieuse des 500 miles d'Indianapolis 1949.

Fondée par Emil Deidt (1897-1980), Deidt est une marque américaine de voitures de course, ayant participé aux 500 miles d'Indianapolis de 1947 à 1952, et ayant remporté trois fois consécutives cette course, avec Mauri Rose en 1947 et 1948 et avec Bill Holland en 1949. Bill Holland et Mauri Rose se sont respectivement classés deuxième et troisième de l'édition 1950 au volant d'une voiture de cette marque, tous deux ayant figuré momentanément en tête de la course.